# Justin Tossavi
Justin Tossavi (19 juni 2001) is een Belgisch voetballer die sinds 2023 onder contract ligt bij HO Bierbeek.

## Carrière
Tossavi ruilde in 2016 de jeugdopleiding van Royal Excel Moeskroen voor die van KV Mechelen. Drie jaar later stapte hij over naar KMSK Deinze, waar hij in 2021 doorstroomde naar de A-kern. Op 19 april 2021 maakte hij zijn profdebuut: op de voorlaatste speeldag van de Proximus League liet trainer Cédric Vlaeminck hem in de 81e minuut invallen voor Bafodé Dansoko. Het bleef uiteindelijk bij die ene wedstrijd in Eerste klasse B. In januari 2022 maakte hij de overstap naar KFC Merelbeke, dat toen uitkwam in de Tweede afdeling. Na anderhalf seizoen bij Merelbeke trok hij naar eersteprovincialer HO Bierbeek.

## Clubstatistieken
| Seizoen         | Club            | Land            | Competitie          | Competitie | Competitie | Beker | Beker | Supercup | Supercup | Europees | Europees | Totaal | Totaal |
| Seizoen         | Club            | Land            | Competitie          | Wed.       | Dlp.       | Wed.  | Dlp.  | Wed.     | Dlp.     | Wed.     | Dlp.     | Wed.   | Dlp.   |
| --------------- | --------------- | --------------- | ------------------- | ---------- | ---------- | ----- | ----- | -------- | -------- | -------- | -------- | ------ | ------ |
| 2020/21         | KMSK Deinze     | Vlag van België | Eerste klasse B     | 1          | 0          | 0     | 0     | —        | —        | —        | —        | 1      | 0      |
| 2021/22         | KMSK Deinze     | Vlag van België | Eerste klasse B     | 0          | 0          | 0     | 0     | —        | —        | —        | —        | 0      | 0      |
| 2021/22         | KFC Merelbeke   | Vlag van België | Tweede afdeling     |            |            |       |       | —        | —        | —        | —        |        |        |
| 2022/23         | KFC Merelbeke   | Vlag van België | Tweede afdeling     |            |            |       |       | —        | —        | —        | —        |        |        |
| 2023/24         | HO Bierbeek     | Vlag van België | Eerste prov.Brabant |            |            |       |       | —        | —        | —        | —        |        |        |
| Carrière totaal | Carrière totaal | Carrière totaal | Carrière totaal     | 1          | 0          | 0     | 0     | 0        | 0        | 0        | 0        | 1      | 0      |

Bijgewerkt op 19 augustus 2023.